# 天主教西雅圖總教區
天主教西雅圖總教區（拉丁語：Archidioecesis Seattlensis）是美國一個羅馬天主教教省總教區，也是該國三十二個總教區之一。
範圍包括華盛頓州西部共十九個縣，並轄兩個教區。面積64,269平方公里。2010年有教友972,000人（佔轄區總人口18.7%）、144個堂區、317名司鐸。現任總主教為保祿·特尼斯·艾蒂安，輔理主教為歐瑟伯·L·埃利松多和但尼爾·H·穆根博爾格，榮休總主教為亞歷山大·J·布魯內特和雅各伯·伯多祿·薩廷。
尼斯誇里教區於1850年5月31日成立，1907年9月11日易名為西雅圖教區，1951年6月23日升為總教區。